# Mikrofinanzfonds
Dieser Artikel wurde aufgrund inhaltlicher und/oder formaler Mängel auf der Qualitätssicherungsseite des Portals Wirtschaft eingetragen. 
Du kannst helfen, indem du die dort genannten Mängel beseitigst oder dich an der Diskussion beteiligst.
Mikrofinanzfonds sind Investmentfonds, die durch die indirekte finanzielle Förderung von Kleinstunternehmern in Schwellen- und Entwicklungsländern unmittelbare soziale Wirkung entfalten. Dafür investieren die Mikrofinanzfonds ihr Fondsvermögen, zumeist als Fremdkapital, in Mikrofinanzinstitute (MFI). Die MFI vergeben das Kapital wiederum in Form von Mikrokrediten, an Personen und Kleinstunternehmen mit geringem Einkommen und ohne Zugang zu traditionellen Finanzdienstleistungen. Mikrofinanzfonds haben in der Regel einen sozialen Fokus und tragen dazu bei, Armut zu reduzieren und wirtschaftliche Entwicklung zu fördern.
Mikrofinanzfonds gehören zur Art von Investmentfonds, die auch als „soziale Investmentfonds“ oder „Impact Investing Fonds“ bezeichnet werden. Diese Fonds haben einen doppelten Zweck: Sie generieren eine finanzielle Rendite für die Anleger und gleichzeitig einen sozialen oder ökologischen Nutzen. Im Falle von Mikrofinanzfonds ist der soziale Nutzen darin zu sehen, dass sie Kleinstunternehmen und Einzelpersonen in Entwicklungsländern Zugang zu Finanzierungsmöglichkeiten verschaffen und so Armut reduzieren und wirtschaftliche Entwicklung fördern.

## Mikrofinanzinstitute (MFI)
Mikrofinanzinstitute sind Finanzinstitute, die kleinen Unternehmen und Menschen mit geringem Einkommen Zugang zu finanziellen Dienstleistungen wie Mikrokrediten, Spar- und Versicherungsprodukten bieten.
Mikrofinanzinstitutionen sind oft NGOs, Nichtregierungsorganisationen, kommerzielle Banken oder spezialisierte Finanzinstitute, die sich auf die Bereitstellung von Finanzdienstleistungen für Menschen mit geringem Einkommen und kleinen Unternehmen spezialisiert haben.

## Regulatorik
Mikrofinanzfonds gehören zu den alternativen Investmentfonds (AIF). AIF sind Fonds, die nicht unter die Regulierung der EU-Richtlinie über OGAW (Organismen für gemeinsame Anlagen in Wertpapieren) fallen und daher andere Regeln und Vorschriften unterliegen.
In Europa unterliegen AIF der AIFM-Richtlinie (Richtlinie über alternative Investmentverwaltungsgesellschaften).
Die AIFM-Richtlinie legt Anforderungen an die Verwaltung, Aufsicht und Berichterstattung von AIF fest. Unter anderem müssen AIF-Verwaltungsgesellschaften eine Erlaubnis beantragen und von der Bundesanstalt für Finanzdienstleistungsaufsicht (BaFin) beaufsichtigt werden.
Mikrofinanzfonds müssen sich auch an die Vorschriften des Kapitalanlagegesetzbuchs (KAGB) halten, dass die Regulierung von Investmentvermögen in Deutschland regelt.
Es gibt jedoch keine spezifischen Regulierungen für Mikrofinanzfonds in Deutschland. Allerdings müssen die Fonds sicherstellen, dass sie ihre Anleger fair und transparent informieren und dass sie ihre Investitionen in einer Weise tätigen, die ihren Anlegern einen angemessenen Schutz bietet.

## Refinanzierungsmöglichkeiten für MFI
Refinanzierungsmöglichkeiten für Mikrofinanzinstitutionen sind Quellen, die diesen Institutionen Kapital zur Verfügung stellen, um ihre Aktivitäten fortzusetzen und zu wachsen.
Beispiele für Refinanzierungsmöglichkeiten für MFI:
1. Bankkredite: MFI können Kredite von kommerziellen Banken oder Entwicklungsbanken erhalten.
2. Mikrofinanzfonds: MFI können durch Investitionen in Mikrofinanzfonds refinanziert werden.
3. Kapitalmarktfonds: MFI können durch die Ausgabe von Anleihen oder anderen Wertpapieren     Kapital auf dem Kapitalmarkt erhöhen.
4. Philanthropische Spenden: MFI können von Wohltätigkeitsorganisationen, Stiftungen oder Regierungen unterstützt werden.
5. Spar- und Kreditkooperativen: MFI können sich durch die Zusammenarbeit mit Spar- und Kreditkooperativen refinanzieren.

## Anlagestrategie
Die Anlagestrategie von Mikrofinanzfonds besteht darin, dass von den Anlegern investierte Kapital an ausgewählte MFI in Entwicklungs- und Schwellenländern zu vergeben.
Die Strategie kann dabei je nach Fonds unterschiedlich sein, einige Fonds können sich auf bestimmte Regionen, Branchen oder Arten von Kreditnehmern spezialisieren, während andere eine breitere Diversifikation anstreben.

## Investitionsprozess
In der Regel umfasst der Investitionsprozess die folgenden Schritte:
1. Due Diligence: Bevor ein Mikrofinanzfonds investiert, führt er eine gründliche Prüfung durch, um sicherzustellen, dass die Mikrofinanzinstitutionen, in die er investieren möchte, finanziell stabil sind und ethische Geschäftspraktiken anwenden. Diese Prüfung umfasst die Überprüfung von Finanzberichten, Management-Informationen und der Geschäftsstrategie der MFI.
2. Portfolio-Aufbau: Nach erfolgreicher Prüfung wählt der Fonds die MFI aus, in die er investieren möchte und legt sein Portfolio auf. Dies umfasst die Entscheidung, in welche Regionen, Branchen oder Arten von Kreditnehmern der Fonds investieren möchte, um das Risiko zu minimieren und eine angemessene Diversifikation zu erreichen.
3. Finanzierung: Nach dem Aufbau des Portfolios, investiert der Mikrofinanzfonds in die ausgewählten MFI. Das kann durch die Vergabe von Krediten oder die Investition in Anleihen erfolgen.
4. Monitoring: Nach der Finanzierung, wird das Portfolio regelmäßig überwacht, um sicherzustellen, dass die MFI ihre Finanzen stabil halten und ihre Geschäftsstrategie erfolgreich umsetzen.

Der Investitionsprozess bei Mikrofinanzfonds ist in der Regel langwieriger und aufwendiger als bei traditionellen Anlagen, da die Due Diligence und das Monitoring aufgrund der spezifischen Eigenschaften von Mikrokrediten und Mikrofinanzinstitutionen einen höheren Aufwand erfordern.

## Risiko-/Renditeprofil
Das Risiko-/Renditeprofil von Mikrofinanzfonds variiert je nach Fonds und Anbieter. Risiken können die möglicherweise wirtschaftlichen und politischen Unsicherheiten in den von den Mikrofinanzfonds investierten Länder sein. Zudem sind MFI zumeist in Entwicklungsländern tätig, in denen die rechtlichen und regulatorischen Rahmenbedingungen unzureichend sein können, was das Risiko von Betrug und anderen unethischen Praktiken möglich macht. Andererseits tragen Mikrofinanzfonds dazu bei, die Finanzierung von Mikrokreditnehmern in Entwicklungsländern zu verbessern und so die wirtschaftliche Entwicklung in diesen Ländern zu fördern. Außerdem zeichnen sich Mikrofinanzfonds durch eine geringe Korrelation zu anderen Assetklassen aus und tragen zur Diversifikation von gemischten Portfolios bei. Durch die Beimischung eines Mikrofinanzfonds kann ein Portfolio bei gleichem Risiko eine höhere Rendite erzielen oder es lässt sich das Risiko senken, während die Portfoliorendite gleich bleibt. Die stabilisierende Wirkung zeigte sich auch während der Covid-Pandemie durch stabile Erträge und Risikokennzahlen in Multi-Asset-Portfolien.

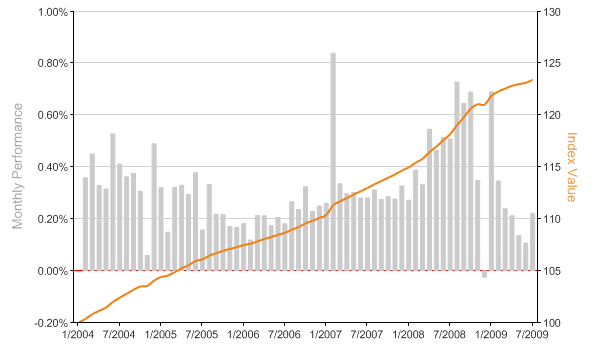
Renditeentwicklung Symbiotics Microfinance Index seit 2004

Der Schweizer Investment Advisor Symbiotics hat eine Benchmark für Mikrofinanzinvestments entwickelt, die acht verschiedene Fonds umfasst (BlueOrchard Microfinance Fund I-EUR, Dual Return Fund – Vision Microfinance – I-EUR, GLS Alternative Investments – Mikrofinanzfonds – B, Invest in Visions – IIV Mikrofinanzfonds I-Klasse, KCD Mikrofinanzfonds I „Global“ – EUR Klasse, KCD-Mikrofinanzfonds III – EUR, responsAbility SICAV (Lux) Micro and SME Finance Debt Fund I-EUR, responsAbility Global Micro and SME Finance Fund – Class H – EUR) und die Renditeentwicklung seit 2004 angibt.
Der Index wird inzwischen von TAMEO verwaltet.

## Soziale Rendite
Mikrofinanzfonds sind eine nachhaltige Geldanlage, bei der insbesondere der soziale Aspekt im Vordergrund steht. So können Anleger bei Mikrofinanzfonds neben der finanziellen Rendite ein hohes Maß an Nachhaltigkeit erwarten.
Soziale Rendite kann mithilfe verschiedener Indikatoren gemessen werden, wie z. B.:
1. Wirtschaftliches Empowerment: Verbesserung der wirtschaftlichen Situation von Kreditnehmern, wie z. B. durch die Schaffung neuer Arbeitsplätze oder Steigerung des Einkommens.
2. Zugang zu Finanzdienstleistungen: Erhöhung des Zugangs zu Finanzdienstleistungen für Menschen, die keinen Zugang zu traditionellen Bankdienstleistungen haben.
3. Verbesserte Lebensqualität: Verbesserung der allgemeinen Lebensbedingungen der Kreditnehmer, wie z. B. durch den Zugang zu besserer Bildung oder Gesundheitsversorgung.
4. Soziale und umweltbezogene Kriterien: Überprüfung, ob die Finanzierung ethischen und umweltfreundlichen Standards entspricht.

Es ist wichtig zu beachten, dass soziale Renditen nicht immer leicht zu messen ist. Es gibt dahingehend Bestrebungen vieler Anbieter von Mikrofinanzfonds, einheitliche Indikatoren insbesondere für die Wirkungsmessung zu etablieren.

## Kauf/Verkauf von Anteilen eines Mikrofinanzfonds
Die Liquidität der Anlage in Mikrofinanzfonds ist eingeschränkt. Die Rückgabe von Anteilen ist nicht jederzeit möglich, sondern nur zu bestimmten Terminen (vierteljährlich/halbjährlich), bei Einhaltung einer Kündigungsfrist. Da die Fondsanbieter möglichst viel Kapital in Mikrokrediten binden, benötigen sie frühzeitige Information über Anteilsscheinrückgaben.
Der Kauf von Fondsanteilen ist monatlich möglich, bei einer monatlichen Preiserrechnung aus den finanziellen Kennzahlen und Bewertungen unabhängiger Dienstleister.

## Mikrofinanzfonds in der Corona-Krise
Nach Ausbruch der Covid-19-Pandemie stellte sich die Frage, ob die sich verschlechternden wirtschaftlichen Bedingungen eine Bedrohung für den Mikrofinanzsektor darstellt. Um sich diesen Herausforderungen zu stellen, veröffentlichte eine Gruppe von neun Inclusive Finance Fund Managern (BlueOrchard, DWM, Incofin, Microvest, Oikocredit, responsAbility, Symbiotics, Triodos und Triple Jump) eine Absichtserklärung über Koordinierungsprinzipien für die Schuldenrefinanzierung, als Reaktion des Sektors auf die Herausforderungen von Covid. Durch die Zusammenarbeit der Fondsmanager und Entwicklungsbanken konnten die Maßnahmen wie Handshake-Agreements, die Verlängerung, Stundungen und Umstrukturierungen von Krediten eine Hilfe für die Mikrofinanzinstitute in den Entwicklungs- und Schwellenländern und deren Kunden darstellen. So konnte sich der MFI-Index in den Jahren 2020/21 stabil weiterentwickeln.

## Mikrofinanzfonds in Deutschland
Mikrofinanzfonds haben sich auch auf dem deutschen Markt seit vielen Jahren etabliert. Der österreichische Dual Return Fund – Vision Microfinance startete 2006. Der IIV Mikrofinanzfonds der Invest in Visions GmbH wurde 2011 als erster Mikrofinanzfonds in Deutschland aufgelegt und ist mittlerweile der größte der in Deutschland zum Vertrieb zugelassenen Fonds. Der GLS Alternative Investments – Mikrofinanzfonds und der KCD Mikrofinanzfonds III der Bank im Bistum Essen starteten 2015. Der letzte derzeit in Deutschland zum Vertrieb zugelassene Mikrofinanzfonds ist der 2019 aufgelegte Monega Mikrofinanz & Impact Fonds. Das Magazin für nachhaltige Geldanlagen Ecoreporter veröffentlicht regelmäßig einen Vergleichstest der Mikrofinanzfonds in Deutschland.

## Vertrieb der Fonds
In Deutschland sind Mikrofinanzfonds seit der Änderung des Investmentgesetzes im Jahr 2007 als neue Fondskategorie zum öffentlichen Vertrieb zugelassen. Der erste deutsche Mikrofinanzfonds wurde im Jahr 2011 von der Invest in Visions GmbH initiiert und wird seitdem gemäß § 222 KAGB als Publikums-AIF vertrieben. Die Mindesteinlage für Privatinvestoren liegt hier bei 100 Euro. Die Investmentanteile sind monatlich erwerbbar.

## Kritik
Mangelnde Regulierung und fehlender Kundenschutz im Mikrofinanzsektor können Menschenrechtsverletzungen in Folge von Überschuldung verursachen. Mikrofinanz steht zum Teil in der Kritik, Menschen durch zu hohe Zinsen auszubeuten. Die Zinsen liegen in der Regel nur wenig über den Zinsen der herkömmlichen einheimischen Banken. Auch die Besicherung von Mikrokrediten mit Landbesitz wird teils kritisch betrachtet, da dies bei Überschuldung bedeuten könnte, dass die Kreditnehmer ihr Land und damit ihre Ernährungsgrundlage an die MFI verlieren.
Um die genannten Kritikpunkte zu adressieren bzw. zu beseitigen, gibt es zahlreiche Initiativen. So gibt es beispielsweise Initiativen zur Schaffung von Regulierungen und Standards für die Mikrofinanzbranche, um Transparenz und Verantwortlichkeit zu erhöhen. Viele Organisationen bieten finanzielle Bildungsprogramme für Kreditnehmer, um sicherzustellen, dass sie die Risiken und Vorteile von Mikrokrediten verstehen. Es gibt auch Partnerschaften zwischen Mikrofinanzinstituten, Regierungen, NGOs und Investoren, um langfristige Lösungen für die Herausforderungen in der Mikrofinanzbranche zu entwickeln.